# نصوح النابلسي
نصوح النابلسي (1906-1992) طبيب فلسطيني من مواليد مدينة يافا. تعلم في مدرسة النجاح الوطنية في نابلس، وانتسب إلى الجامعة الأمريكية في بيروت لمدة عامين ثم انتقل إلى جامعة جنيف في سويسرا لدراسة الطب وتخرج عام 1930. توفي النابلسي في القاهرة عام 1992.

## حياته العملية
انتقل نصوح حافظ النابلسي إلى باريس، حيث تدرب في مجال المستشفيات مدة عامين، ثم عاد إلى فلسطين عام 1933 وافتتح عيادته الخاصة في يافا. وعين طبيباً في وزارة الصحة الأردنية بعمان. ثم عاد إلى عيادته بعد تقاعده. وهو أحد مؤسسي الجمعية الطبية العربية في يافا وسكرتير لها لمدة عشرة سنين. عُين النابلسي مديراً للدائرة الصحية في الجامعة العربية في القاهرة.